# 莱利拉市政厅站
莱利拉市政厅站（法語：Mairie des Lilas）是巴黎地鐵的一個車站，位於莱利拉。莱利拉市政厅站開通於1937年2月17日，是巴黎地鐵11號線的車站。莱利拉鎮站在一些時候被認為是塞尔日·甘斯布歌曲“Le Poinçonneur des Lilas”的舞台，但這首歌的PV是在莱利拉门站拍攝。

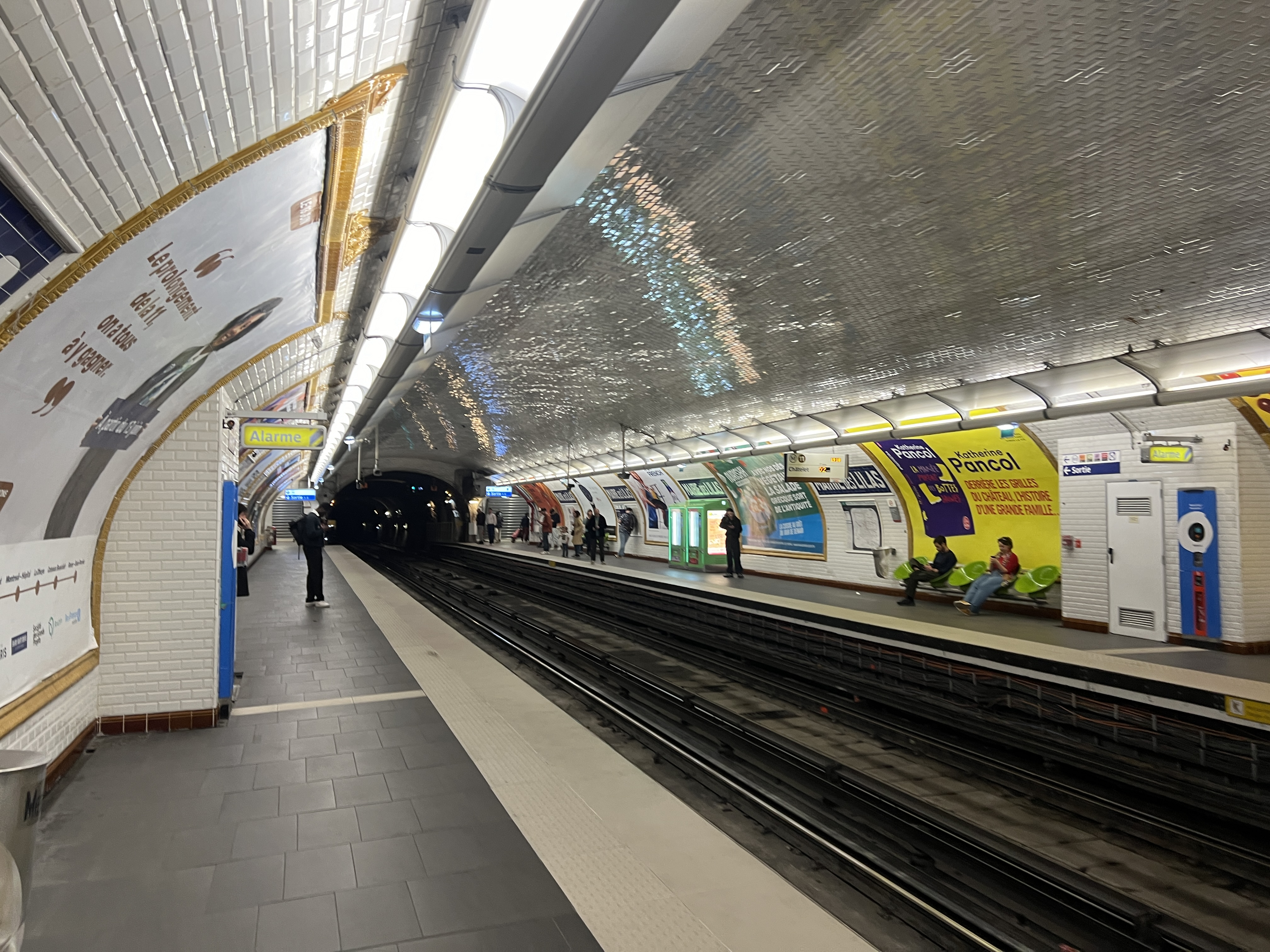
月台（2024年6月）

## 車站結構
| G  | 街道層             | 出入口               |
| B1 | 夾層               | 往出入口             |
| B2 | 側式月台，右側開門 | 側式月台，右側開門   |
| B2 | 南行               | 往沙特莱（莱利拉門） |
| B2 | 北行               | 只限落客             |
| B2 | 側式月台，右側開門 |                      |